# Lhohifushi
Lhohifushi est une petite île inhabitée des Maldives. Elle constitue une des îles-hôtel des Maldives, accueillant le Adaaran Select Hudhuranfushi Hôtel.

## Géographie
Lhohifushi est située dans le centre des Maldives, à l'Est de l'atoll Malé Nord, dans la subdivision de Kaafu. 